# Serie C (piłka nożna kobiet)
Serie B – trzecia w hierarchii klasa żeńskich ligowych rozgrywek piłkarskich we Włoszech. Stanowi pośredni szczebel rozgrywkowy pomiędzy Serie B, a Eccellenza, będąc jednocześnie trzecim szczeblem centralnym (III poziom ligowy). Zmagania w jej ramach toczą się cyklicznie (co sezon) systemem kołowym i przeznaczone są dla 48 włoskich klubów piłkarskich, podzielonych na 4 grupy według położenia geograficznego. Czołowe drużyny Serie C uzyskują awans do Serie B, zaś najsłabsze zespoły relegowane są do ligi międzyregionalnej Eccellenza. Od 1978 zarządzana przez FFIGC, a obecnie przez Lega Nazionale Dilettanti (LND).

## Historia
Pierwszy sezon Serie C (trzeciej ligi) rozegrano w 1978 roku i organizowany przez FFIUGC. W latach 2002–2013 trzeci poziom nosił nazwę Serie B (drugą w hierarchii ligowej była Serie A2), a czwarty poziom nazywał się Serie C. Do 2018 trzeci poziom stanowił rozgrywki regionalne (18 związków regionalnych). Potem od sezonu 2018/19 Serie C składała się z 48 zespołów podzielonych na cztery grupy po dwanaście drużyn. Zwycięzcy z czterech grup rozgrywają baraże play-off o awans do Serie B. Dwa najlepszych zespoły awansują bezpośrednio, natomiast dwie przegrane drużyny razem z zespołami sklasyfikowanymi na jedenastym i dwunastym miejscu w Serie B rozgrywają dodatkowy turniej na terenie neutralnym. Pierwszy i drugi zespoły turnieju dodatkowego otrzymują prawo gry w Serie B.